# Mountshannon
Mountshannon (iriska: Baile Uí Bheoláin) är en ort i republiken Irland.   Den ligger i grevskapet An Clár och provinsen Munster, i den centrala delen av landet, 150 km väster om huvudstaden Dublin. Mountshannon ligger 37 meter över havet och antalet invånare är 152. Den ligger vid sjön Lough Derg.
Terrängen runt Mountshannon är kuperad åt sydväst, men åt nordost är den platt. Runt Mountshannon är det ganska glesbefolkat, med 29 invånare per kvadratkilometer. Närmaste större samhälle är Nenagh Bridge, 16,3 km öster om Mountshannon. Trakten runt Mountshannon består i huvudsak av gräsmarker.